# Hydropsyche effusa
Hydropsyche effusa är en nattsländeart som beskrevs av Wolfram Mey 1996. Hydropsyche effusa ingår i släktet Hydropsyche och familjen ryssjenattsländor. Inga underarter finns listade i Catalogue of Life.